# 手形山大橋
手形山大橋（てがたやまおおはし）は、秋田県秋田市にある全長368.5 mの橋である。

## 概要
秋田県道41号秋田昭和線（都市計画道路横山金足線）の一部であり、手形山西町と手形山公園入り口を結ぶ。手形山公園の先で手形トンネル（276m）に接続し、添川に至る。

手形山大橋からの眺め

## 近隣周辺

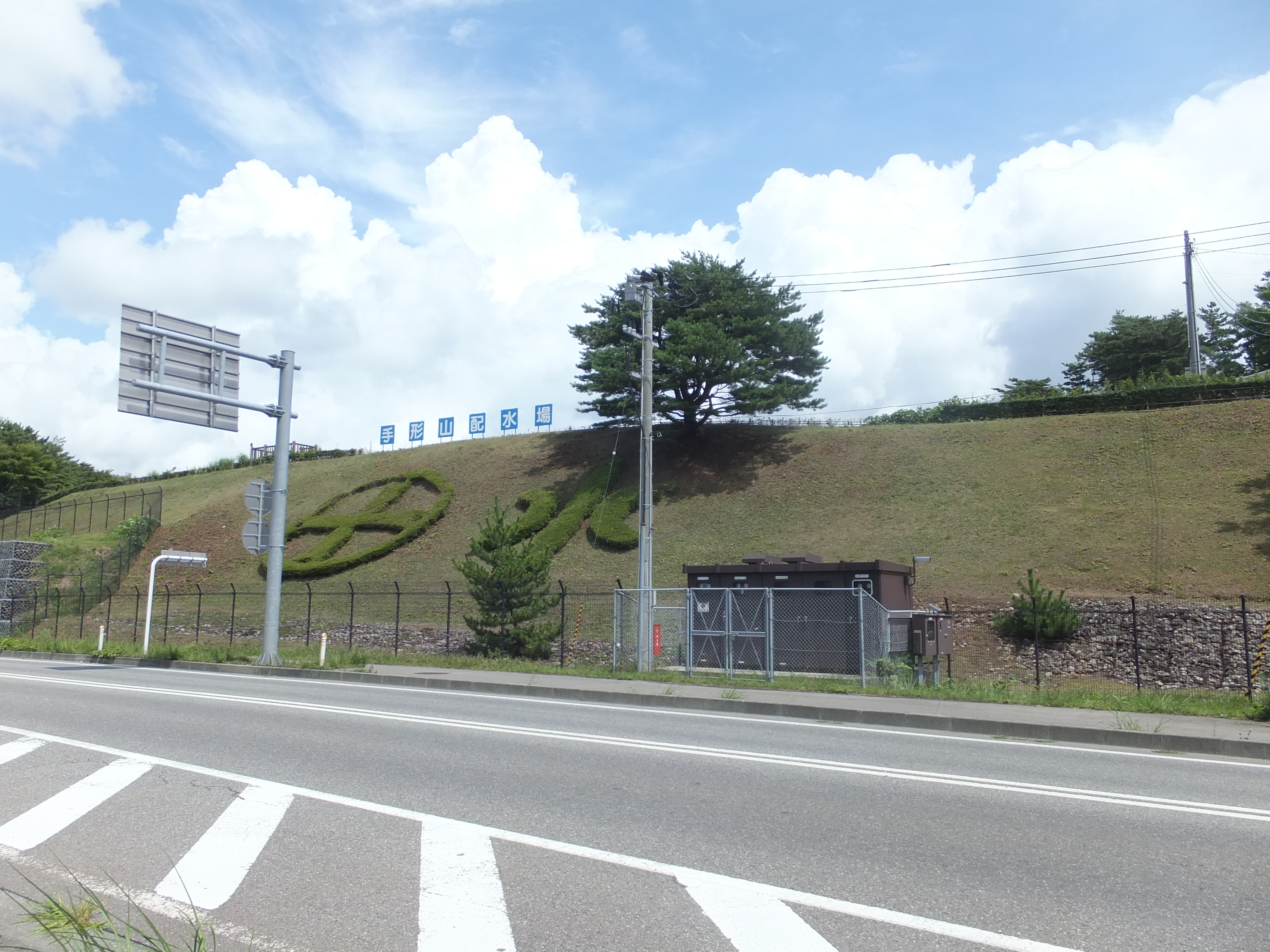
手形山配水場

- 手形山配水場
- 手形山公園
- 手形山5町内
- 新藤田
- 秋田高校
- 秋田大学野球場
- 秋田市立旭川小学校